# Warhammer 40,000: Dawn of War II
Warhammer 40,000: Dawn of War II (укр. Warhammer 40,000: Світанок війни II) — відеогра жанру стратегії в реальному часі, розроблена компанією Relic Entertainment і видана THQ 2009 року: 19 лютого в Північноамериканському регіоні та 20 лютого в Європі.
Події гри розгортаються у вигаданому всесвіті Warhammer 40,000 в підсекторі Імперіуму під назвою Аврелія. Головними персонажами є Космодесантники з ордену Кривавих Воронів, який фігурував і в першій Dawn of War. Їм належить відбити напад тиранідів, який загрожує знищити спершу орден, а потім і весь Імперіум.

## Ігровий процес

Приклад ігрового процесу в кампанії: загони Космодесанту на чолі з командирами борються з елдарами.

### Нововведення
Гра суттєво відрізняється від першої Dawn of War і класичних стратегій в реальному часі. В ній немає будівництва бази і збору ресурсів (частково це реалізовано в мультиплеєрі), натомість більше уваги приділено боям, розвитку персонажів і їхнім вмінням. Гравцеві доступні чотири протиборчі сторони: Космодесант, орки, елдари і тираніди. Кампанія доступна тільки за Космодесант.
Інтерфейс сильно відрізняється від попередньої серії. В нижньому лівому куті міститься карта ігрової локації. В нижньому правому — вікно загону, де розгорнуто показується його стан і знаходяться кнопки спеціальних можливостей. В мультиплеєрі над ним також є лічильники реквізиції, енергії і ліміту військ, а ще вище шкала та кнопки загальних спеціальних можливостей. Праву сторону екрану займають значки загонів.

### Кампанія
В режимі кампанії гравець керує кількома загонами (не більше чотирьох) на чолі з персонажами-командирами. Командор і герой Давіан Тул при цьому прирівнюються до цілих загонів. Вони висаджуються на планети для виконання бойових завдань, а між висадками перебувають на борту космічного корабля. Загони мають розвинену систему екіпірування обладунками, зброєю та спеціальними предметами, такими як аптечки або печаті чистоти, що збільшують певні характеристики. Ці предмети знаходяться впровдож завдань або отримуються як винагорода. Загони можна поповнити в спеціальних точках під час виконання завдання, а полеглих командирів загонів (вони вважаються такими, що знепритомніли) привести до тями іншим дієздатним командиром. Якщо всі командири втрачають свідомість — місія провалюється.
Кожен командир в боях отримує досвід і очки збільшення своїх характеристик, які гравець на свій розсуд розподіляє: стійкість, ближній бій, стрілянина, воля. З досягненням певного рівня в якійсь характеристиці відкриваються «особливості», які дають активні чи пасивні можливості, поглиблюючи спеціалізацію. Також їх можуть давати спеціальні обладунки чи артефакти. Більшість додаткових можливостей вимагають волі, що поступово витрачається і відновлюється, коли можливості не використовуються.
Кампанія складається з низки обов'язкових для проходження сюжетних і необов'язкових побічних місій. Іноді дається вибір завдань, який має свої наслідки. Наприклад, гравець отримує кілька сигналів лиха одночасно, а на надання допомоги дається обмежений інтервал часу. Під час виконання завдань гравцеві також доводиться вибирати між обов'язком захищати слабших і отриманням особистої вигоди командирами. При виборі одного завдання інші вже назавжди будуть втрачені, виконати їх пізніше неможливо. На деяких територіях знаходяться споруди, захоплення яких надає підтримку різного роду. Всього передбачено три види таких будівель: Імперське святилище, Локатор і Завод; кожному з них відповідає унікальний бойовий бонус, який можна використати обмежену кількість разів за бій.
В цій грі були введені битви з босами — особливо сильним ворожими лідерами, які періодично відбуваються за сюжетом. Боси володіють різними тактиками і прикликають підкріплення. Відповідно перемога над ними винагороджується значною кількістю досвіду й артефактами.

### Багатокористувацька гра
В мультиплеєрі можуть грати від 2 до 6 гравців: 1 на 1, 2 на 2, і 3 на 3. Кожен гравець має базу, представлену єдиною будівлею, де замовляє за ресурси двох видів війська і вдосконалює її для відкриття нової зброї та бійців. Кожна база володіє автоматичною обороною і значним запасом міцності. Існує ліміт на максимум військ, виражений в очках населення, а кожна бойова одиниця вартує певну їх кількість, залежно від сили і значущості
На вибір для кожної раси дається три типи командирів з різними спеціалізаціями. Крім них під управлінням гравця можуть знаходитися і звичайні загони та техніка. Зброя і обладнання видаються їм одразу на полі бою, але це вимагає витрати ресурсів і часу. Пересічні бойові одиниці мають вибір з максимум 4-х варіантів вдосконалень. У героїв вибір ширший та поділений за категоріями зброї, захисту і обладнання, максимум 12 варіантів. Палий герой може бути оживлений і повернений на базу за певну кількість ресурсів, яка з часом падає. При цьому його вдосконалення зберігаються, а в міру знищення ворогів герой набирає досвід і зростає за рівнями, збільшуючи цим свої характеристики.
Залежно від обраного героя, в бою з часом відкриваються глобальні можливості, такі як скидання підкріплень з орбіти чи тимчасове пришвидшення всіх союзників. Вони стають доступними в міру вдосконалення бази і витрачають очки ентузіазму. Кожне вбивство противника, захоплення важливої точки, смерть союзника, по трохи приносять очки.  Використання можливості відповідно витрачає частину ентузіазму.
Гравці повинні захоплювати Точки реквізиції, які дають ресурс вплив (реквізиція), та Енергетичні вузли, навколо яких можливо зводити генератори енергії, витративши трохи впливу. Особливі Ключові точки, розташовані в стратегічно важливих місцях, дають очки перемоги, які поступово накопичуються, витісняючи очки противника із загального рахунку, встановленого перед грою. Що більше точок захоплено, тим швидше зростає рахунок. Щойно очки гравця повністю витіснять очки противника, він здобуде перемогу. Також способом перемогти є зруйнувати ворожу базу. Можлива гра двох і більше гравців у командах, так само як і кожного поокремо.

### The Last Stand
14 жовтня 2009 вийшов патч 1.8.0, який додав новий режим гри — The Last Stand (Останній рубіж). У ньому гравці збирають команду з трьох героїв, які повинні відбиватися від хвиль ворогів. Щойно всі вороги будуть знищені, починається наступна хвиля, яких всього є 20. В кожній четвертій хвилі з'являється бос. За кожну витриману хвилю нараховуються очки, які збільшуються трьома множниками: затрачений час (чим менший — тим більший множник), вцілілі герої (мають вціліти всі), і захоплені контрольні точки (1 або 2).
Палих героїв можна оживити, але якщо загинуть всі, команда зазнає поразки. Вибираючи одного з трьох героїв (Мек орків, Капітан Космодесанту і Ясновидяча елдарів), гравець забезпечує його артефактами на свій розсуд. Нові артефакти даються в міру набору досвіду в боях, при цьому базові характеристики героя лишаються незмінними.
З виходом доповнення Chaos Rising стали доступні ще два герої: Тиран Вулика і Чаклун Цзінча. З виходом Retribution додалися Лорд-генерал і нова арена з вулканічним ландшафтом. 20 жовтня 2011 вийшло DLC в якому додали Командира тау. Для Retribution з нагоди п'ятої річниці виходу доповнення 15 березня 2016 року вийшло DLC, яке надає Лорда некронів. З квітня 2011 року цей режим поширюється також як окрема гра.

## Сюжет
Дія розгортається в невеликому зоряному скупченні, підсекторі Аврелія, що знаходиться на самому краю Імперіуму. Саме з його планет набирає новобранців орден Космічного десанту Криваві Ворони. У час відсутності основних сил ордена сектору загрожує вторгнення орди космічних орків.
Гра починається з того, що гравець, який виступає в ролі Командора — молодшого офіцера Космодесанту, висаджується з загоном бійців на пустельну планету Калдеріс, щоб допомогти капітанові Давіану Тулу і новобранцям під його командуванням в нерівному бою з орками. Відбивши атаку, але загубивши ворожого ватажка Бедзаппу, десантники вирушають на захист селища Гамлет, яке утримує інший підрозділ.
Після перемоги вони дізнаються про атаку орків ще на дві ключові точки, що змушує припустити про наявність у нальотчиків грамотного керівництва. З'ясовується, що обидва командира цих загонів орків нещодавно разом з Бедзаппою побували в шахті Фелхаммер. На підході до шахти Космодесантники помічають розвідників іншої раси — елдарів: екзарха Павуків варпу і його свиту. У таборі біля самої шахти йде бій: орки напали на елдарів, які ними керували. Космодесантники втручаються і винищують всіх ворогів. Перед смертю один з екзархів елдарів намагається сказати, що якийсь великий ворог загрожує їм усім, але воїни Імператора залишаються байдужими до цих слів, оскільки елдари відомі своїми майстерними обманами.
Після цього десант вирушає в джунглі сусідньої планети Тіфон Примаріс з метою знищити розташовану там базу елдарів і забезпечити розгром орчої орди. Але Давіан Тул просить терміново повернутися на Калдеріс, оскільки Бедзаппа зібрав сили і атакував планетарну столицю. Бедзаппа гине, але в розпалі бою з'являється ще одна раса іншопланетян: флот-вулик тиранідів — рій живих кораблів з мільярдами бойових організмів на борту, що збирається поглинути всю органіку, воду і атмосферу планет підсектору, після чого вирушити в напрямі столиці Імперіуму — Терри. Підібравшись непоміченими, передові загони тиранідів завдають величезної шкоди і смертельно ранять капітана Тула, але десантникам все ж вдається вирватися і евакуюватися з ним на орбіту.
Отруєний Тул підтримується в комі, поки решта шукають способу його врятувати. Борючись одночасно проти орків, елдарів і тиранідів, Криваві Ворони знаходять для апотекарія Гордіана біологічні зразки і той синтезує протиотруту. Капітана вдається отямити і помістити в пілотованого робота — дредноута, для подальшої служби. План елдарів наповнити підсектор орками і зіштовхнути їх з ордами тиранідів провалюється. Кривавим Воронам вдається подати сигнал про допомогу, і на зв'язок виходить капітан Габріель Ангелос — командувач флоту ордена. Однак Ангелос знаходиться надто далеко і не може вчасно прибути на допомогу. Втім, Габріель Ангелос повідомляє, що у сил підсектора є інша можливість знищити флот-вулик — добути вихідний генетичний код тиранідів і створити отруту, смертельну для всіх їхніх форм. Він доручає добути зразки генів і виробити отруту на планеті Меридіан у промисловому районі Кузня Ангела.
Бюрократизоване правління Меридіану обіцяє надати відповідні виробничі потужності лише через кілька місяців, а повідомлення про тиранідів не вважає значними, позаяк не бачить їх на орбіті. Тим часом Меридіан занурюється в хаос через безперервні диверсії елдарів, грабежі орків та проникнення тиранідів. Космодесантники починають полювання на них усіх і з'ясовують, що елдарами керує Ясновидяча зі штучного світу Ультве на ім'я Ідранель Ніл. Після неминучого, як визнали елдари, спустошення підсектора Аврелія, флот-вулик вирушив би харчуватися світом-кораблем елдарів Ультве. Бачачи винищення орчих орд, Ідранель вивела з ладу людські системи стеження, чим дозволила великій частині флоту-вулика підлетіти до Меридіану непоміченою. Губернатор Вандір тікає, лишаючи весь підсектор напризволяще, після чого його підлеглі розуміють дійсні масштаби загрози та йдуть на співпрацю. Тираніди  і орки зломлюють оборону Кузні Ангела, проте Космодесант приходить на допомогу. Несподівано на Меридіані виявляється релікварій ордена, привласнений губернатором, який містить рідкісні й потужні обладунки. Ідранель збирається підірвати всю планету разом з людьми і тиранідами, перевантаживши реактори Кузні Ангела, щоб виграти час для свого народу. Космодесантники вбивають Ясновидячу і зривають її план, чим рятують людей, та загроза з боку тиранідів тепер тільки зростає.
Маючи реліквії ордена, Криваві Ворони затримують поширення Вулика. На Меридіані встигають створити необхідну речовину і визначити, що вводити її потрібно в канали харчування флоту-вулика, який вже увійшов до атмосфери планети Тіфон Примаріс і почав поглинати її. Ангелос виходить на зв'язок востаннє. Просування кораблів з підкріпленнями вкрай утруднене через Тінь у варпі, що відкидається флотом-вуликом. Захисники підсектора об'єднують сили і штурмують Тіфон Примаріс. Їм вдається пробитися до харчових каналів і ввести отруту, але до цього часу місцевий людський флот на орбіті вже знищений, позбавляючи можливості повернутися чи бодай отримати підтримку. Отрута діє, та частина тиранідів, які уникли контакту з нею, все ж виживає. Залишки сил Космодесантників і гвардійців готуються прийняти останній бій (беруться знищити якомога більше тиранідів перед смертю), коли до планети проривається флот на чолі з Ангелосом. Висадившись на Тіфон,  його Космодесантники об'єднуються з побратимами. Вони йдуть в атаку на війська тиранідів і вбивають альфа-тирана Вулика, який є одним з вузлів їхнього колективного розуму та керує нижчими організмами.
Вбивши альфа-тирана, Командор зі своїми бійцями сідає в корабель і покидає планету. Злітаючи в космос, вони бачать як флот Кривавих Воронів іде в наступ на безладно відступаючі живі кораблі тиранідів.

## Персонажі

### Командири
Командор (англ. The Force Commander) — персонаж гравця, якого можна перейменувати за власним бажанням. В ході гри, отримуючи досвід і обмундирування, може виконувати практично будь-яку бойову роль. Деякі особливо рідкісні види обмундирування призначені тільки для Командора. В ордені був лідером Третього Тактичного підрозділу десантників. На відміну від інших персонажів мовчазний — озвучені тільки окремі викрики і фрази.
В новелізації гри Кріса Роберсона (Chris Roberson) під такою ж назвою, «Dawn of War II», Командор носить ім'я Арамус.
Сайрус (англ. Cyrus) — командир загону розвідників. Хоча спочатку озброєний болтером, ефективніший зі снайперською гвинтівкою, дробовиком або вогнеметом. Основне призначення — приховане пересування і диверсії. Є наставником новобранців ордену, але при цьому має не дуже добрі стосунки зі справжніми Космодесантниками. Служив на Каураві (події гри Dawn of War: Soulstorm) разом з Індриком Бореалем.
Авітус (англ. Avitus) — командир важкоозброєного загону Космодесантників. Загін озброєний важкими болтерами, але Авітусу можна видати ракетну установку або плазмову гармату. Разом з Таркусом брав участь в Темному Хрестовому поході на Кронусі в Dawn of War: Dark Crusade.
Давіан Тул (англ. Davian Thule) — герой кампанії на Кронусі, показаній в Dark Crusade. Його серйозно поранили тираніди і він загинув би, коли б його не помістили в дредноут (пілотований смертельно пораненими десантниками робот) для підтримки життєвих функцій і боєздатності. Ефективний як у ближньому, так і в дальньому бою.
Таркус (англ. Tarkus) — командир тактичного відділення десантників, найдосвідченіший десантник у всій групі Командора. Ліва половина обличчя Таркуса покрита шрамами, отриманими в часи кампанії на Кронусі. Після її закінчення Таркус отримав термінаторські почесті, тому для носіння цих обладунків не потрібно проводити відповідне поліпшення. Спочатку озброєний болтером, але може бути озброєний плазмовою гарматою, вогнеметом або, після поліпшення, болт-пістолетом і ланцюговим мечем.
Таддеус (англ. Thaddeus) — командир загону штурмових десантників, обладнаних турбореактивними ранцями для короткодистанційних стрибків. Експерт з рукопашного бою. Спочатку озброєний болтерним пістолетом і ланцюговим мечем. Здатний з часом використовувати будь-яку рукопашну зброю, за винятком громового молота. Наймолодший з усіх лідерів загонів, тому не може забути про своє життя на Меридіані до того як став десантником.

### Інші персонажі
Габріель Ангелос (англ. Gabriel Angelos) — легендарний Космодесантник, герой битви за Тартарус (оригінальна Dawn of War). Є головнокомандувачем Кривавих Воронів в секторі і командиром крейсера «Литанія люті». Озброєний релікварним бойовим молотом «Розщеплювач Богів», подарованим інквізитором Мордекаєм Тотом.
Ясновидяча Ідранель — головнокомандувач елдарів в секторі, родом зі штучного світу Ультве. Саме вона, заздалегідь знаючи про вторгнення тиранідів, спровокувала орків на війну в секторі, оскільки наступною ціллю Вулика був Ультве.
Єлена Дероса (англ. Elena Derosa) — ад'ютант Вандіра, губернатора підсектора. Здебільшого виступає посередником між владою планети і Космодесантом.

## Розробка
Гру було анонсовано THQ 5 квітня 2008 року. Автори обіцяли нелінійну кампанію з кооперативом, кастомізацію військ, в тому числі кожного бійця поокремо. З інтерв'ю для IGN 19 грудня стало відомо, що одним з нововведень стануть боси, котрих буде біля 20-и. Згадувалася наявність тиранідів, окрім Космодесанту, орків та елдарів, і вплив дій гравця на розвилки сюжету. Незадовго до виставки E3 2008 було оприлюднено інформацію про відсутність будівництва бази в кампанії та певну нелінійність. Показана демо-версія демонструвала керування чотирма загонами Космодесанту і впорядкування екіпіровки. Подібно до Company of Heroes, гра надавала використання різноманітних укриттів. Dawn of War II розроблялася на поліпшеній версії ігрового рушія Essence Engine — Essence Engine 2.0. Essence Engine 1.0 використовувався для гри Company of Heroes, а також в доповненнях до неї: Company of Heroes: Opposing Fronts і Company of Heroes: Tales of Valor. 11 червня 2008 року вийшов попередній трейлер, який показував особливості переміщень військ, збереження їхніх здобутків від місії до місії, руйноване оточення. На виставці E3 2008 року показали новий трейлер — розширене вступне відео з демонстрацією загрози тиранідів.
19 січня 2009 Relic оголосили про те, що Warhammer 40,000: Dawn of War II пішла «на золото». Бета-тестування гри стартувало 21 січня 2009 року, і продовжилося до виходу гри 19 лютого. Для участі вимагалася наявність акаунту в Steam. У першому тестуванні брали участь ті гравці, які купили доповнення Soulstorm до Warhammer 40,000: Dawn of War. 27 січня бета-тестування стало доступне для широкого кола користувачів.
В інтерв'ю 26 січня 2009 для Co-Optimus Relic розповіли, що гра більше орієнтується на бої, але з меншою кількістю бійців, ніж Dawn of War. Це пояснювалося прагненням зробити керування бійцями яснішим і в той же час насиченим. Гравці зможуть сконцентруватися на особистих можливостях героїв, їхньому стані, роблячи стратегічну гру схожою на рольову.

## Оцінки й відгуки
| Видання   | Оцінка |
| --------- | ------ |
| 1Up.com   | A-     |
| Eurogamer | 8/10   |
| G4        | 4/5    |
| GamePro   | [ 21 ] |
| GameSpot  | 8.5/10 |
| GameSpy   | [ 23 ] |

Dawn of War II отримала переважно позитивний прийом, набравши 85% на агрегаторі рецензій Metacritic. Велика частина рецензентів похвалила гру за змінений, порівняно з першою частиною, ігровий процес і красиву графіку, і критикувала за малу кількість карт для мультиплеєру і повторюваність місій в ігровій кампанії (особливо місії з захисту об'єктів).
Gamespy похвалив розробників за видалення з гри будівництва бази і створення «маловірогідного на вигляд гібриду» жанрів RTS і RPG. Однак розкритикував одиночну кампанію через наявність місій, що відбуваються на тих же самих картах. Критика була також націлена на появу в грі тиранідів, оскільки «фактична боротьба з ними [… ] не приводить у захват».
1up.com також похвалив «винахідливі доповнення», тактичний вибір, що дозволяє вибирати військові загони. Але оглядач також розкритикував безперервне використання однакових карт в однокористувацькій грі.
Російський портал ігор Absolute Games поставив грі 77%. Оглядач зазначив непогану графіку і мультиплеєр гри. До недоліків була віднесена слабка однокористувацька компанія. Вердикт звучав таким чином: «Dawn of War II близька до ідеалу, але на фінішній прямій сили ніби залишили розробників».
Ігроманія поставила грі 8.0 балів з 10-ти, зробивши такий висновок: «В однокористувацькій кампанії Dawn of War 2 виглядає як нехитра action/RPG, і це досить дивно… Проте Dawn of War 2 треба побачити. У цій грі, якщо хочете, відчувається міць. Страшна, первісна, нищівна міць».
Країна Ігор поставила грі 9.0 з 10-ти балів. До достоїнств були зараховані змінений ігровий процес і пророблений ігровий світ. До недоліків віднесли погану розробленість кампанії. Вердикт звучав: «Шалено красивий інтерактивний фільм про війну в космосі».

### Нагороди
GameSpy
- 2011 — Номер 22 в Топ ПК-ігор 2000-х (англ. #22 Top PC Game of the 2000s)

Yahoo
- 2009 — Найкраща стратегічна гра року (англ. Best Strategy Game of the Year)[30]

## Саундтрек
Музичне оформлення гри було підготовлено Дойлом В. Донеху. 29 квітня 2009 саундтрек видала компанія Relic Entertainment і, через деякий час, він був офіційно опублікований у вільному доступі.
Всі треки були створені Донеху, крім 20-го — над ним працював Нообі Нообінсон.

## Доповнення
- Chaos Rising (2010) — перше доповнення до гри, назване Chaos Rising (укр. Сходження Хаосу) було анонсовано 18 вересня 2009 в подкасті геймерского журналу CVG[31]. На щорічному заході — UK Games — Workshop Games Day, було оголошено про те, що доповнення стане доступним у березні 2010 року. Реліз гри відбувся 12 березня.
- Воно є сюжетним продовженням і має кампанію, де з'являється фракція Хаос. Має декілька закінчень. Низка особливостей ігрового процесу доповнення була перенесена до оригінальної гри в його складі, такі як пожертвування екіпіровки задля отримання досвіду.
- Retribution (2011) — друге доповнення Retribution (укр. Відплата) було анонсовано 17 серпня 2010, датою його виходу стало 4 березня 2011 року. Дає можливість пройти кампанії за всі наявні раніше фракції і вводить нову — Імперську гвардію. Є сюжетним продовженням попередніх частин, в тому числі оригінальної Dawn of War 2004 року. Пропонує оновлений ігровий процес кампанії, наближеніший до багатокористувацької гри.

## Зв'язок з іншими творами
Деякі діалоги в кампанії розкривають долю Кривавих Воронів в іграх Dark Crusade і Soulstorm. Згідно них Давіану Тулу вдалося відбити в усіх нападників планету Кронус, тобто канонічною є перемога Космодесанту. В фіналі Dark Crusade для цієї фракції згадувалося, що суворість Кривавих Воронів стала причиною неприязні з боку Імперської гвардії, а подальші події вилилися в найпохмурішу сторінку історії ордена. Індрік Бореаль же загинув у системі Каурава разом з великою кількістю Кривавих Воронів.
Книга Кріса Роберсона «Dawn of War II», видана 2009 року, переповідає події відеогри, місцями описуючи їх глибше.

## Цікаві факти
- На поверхні планети Меридіан можна побачити узбережжя Чорного, Середземного та Каспійського морів. Подібне вже було в першій Dawn of War на деяких екранах завантажень місій.